# Werner Buchholz
Werner Buchholz  (24 de octubre de 1922; Detmold, Alemania-11 de julio de 2019) fue un científico informático famoso por haber propuesto el término byte.

## Su Vida personal
Werner Buchholz nació el 24 de octubre de 1922 en Detmold, Alemania. Su hermano mayor, Carl Hellmut y él eran los hijos del comerciante Julius Buchholz y su esposa, Elsa. Debido al creciente antisemitismo en Detmold en 1936, la familia se trasladó a Colonia. Werner logró ir a Inglaterra en 1938. donde asistió a la escuela, mientras que Carl Hellmut emigró a Estados Unidos. 
Debido a la amenaza de invasión en mayo de 1940, Werner estaba con otros estudiantes refugiados internados por los británicos y fue enviado a Canadá. Con la ayuda de la comunidad judía en Toronto, fue puesto en libertad en 1941 y pudo asistir a la Universidad de Toronto. Completó su formación como ingeniero eléctrico en Estados Unidos en el Instituto Tecnológico de California. Sus padres fueron asesinados en 1942 (Julius) y 1944 (Elsa) en el campo de concentración de Litzmanstadt (Lodz). Su hermano murió en 1970 de cáncer.
Trabajó  durante 40 años en IBM en Poughkeepsie, Nueva York, donde tuvo la fortuna de participar en el desarrollo de la computadora. Werner Buchholz y su esposa Anna se casaron en 1952. Anna Oder Buchholz falleció en noviembre del año 2007 debido a un derrame cerebral; le sobrevivieron su esposo y el doctor Sham Rang Singh Khalsa, su hijo. Falleció el 11 de julio de 2019 a los 96 años de edad.

## Proyecto Byte
En el año 1956 durante las primeras fases de diseño del IBM 7030 Stretch, el byte originalmente fue definido en instrucciones de 4 bits, permitiendo desde uno hasta dieciséis bits en un byte (el diseño de producción redujo este hasta campos de 3 bits, permitiendo desde uno a ocho bits en un byte). Los equipos típicos de E/S de este periodo utilizaban unidades de seis bits. Un tamaño fijo de byte de 8 bits se adoptó posteriormente y se promulgó como un estándar por el IBM S/360.

## El IEEE Computer Pioneer Award
En el año 1990, Buchholz recibió el premio "IEEE Computer Pioneer Award", otorgado desde el año 1981 para reconocer y honrar a las personas cuyo esfuerzo se tradujo en la creación y la vitalidad de la industria informática.

## Las Referencias
1. 1 2 3  Poughkeepsie Journal (17 de julio de 2019). «Werner Buchholz Obituary» (en inglés). Legacy.com. Consultado el 26 de octubre de 2019.
2. ↑  «Werner Buchholz» (en alemán). http://www.gfcjz-lippe.de/. Archivado desde el original el 2 de abril de 2015.
3. ↑  «Anna Oder Buchholz 1921-2007» (PDF) (en inglés). http://www.aauwpoughkeepsie.org/.
4. ↑  «Werner Buchholz Coins the Term "Byte", Deliberately Misspelled to Avoid Confusion with Bit : History of Information». www.historyofinformation.com. Consultado el 12 de julio de 2025.
5. ↑  Werner Buchholz (julio de 1956). «TIMELINE OF THE IBM STRETCH/HARVEST ERA (1956–1961)» (en inglés). http://archive.computerhistory.org/. Archivado desde el original el 29 de abril de 2016. Consultado el 5 de diciembre de 2012.
6. ↑  «Origins of the Term "BYTE"» (en inglés). http://www.bobbemer.com/. Archivado desde el original el 3 de abril de 2017. Consultado el 5 de febrero de 2013.
7. ↑  «Werner Buchholz» (en inglés). http://www.computer.org/. Archivado desde el original el 27 de marzo de 2013. Consultado el 5 de febrero de 2013.
8. ↑  «Werner Buchholz, 978-613-9-26404-9, 6139264049 ,9786139264049» (en inglés).

- Datos: Q121866